# Janowo (gmina)
Janowo (daw. gmina Janów) – gmina wiejska w województwie warmińsko-mazurskim, w powiecie nidzickim.
Siedziba gminy to Janowo.
Według danych z 30 czerwca 2004 gminę zamieszkiwało 2885 osób. Natomiast według danych z 31 grudnia 2019 roku gminę zamieszkiwało 2654 osób.

## Historia
Gmina Janowo (Janów) powstała za Królestwa Polskiego – 13 stycznia 1870 roku w powiecie przasnyskim w guberni płockiej w związku z utratą praw miejskich przez miasto Janowo (Janów) i przekształceniu go w wiejską gminę Janowo (Janów) w granicach dotychczasowego miasta.
W okresie międzywojennym gmina Janowo należała do powiatu przasnyskiego w woj. warszawskim. Po wojnie gmina zachowała przynależność administracyjną. Według stanu z 1 lipca 1952 roku gmina składała się z 6 gromad.
Gminę zniesiono 29 września 1954 roku wraz z reformą wprowadzającą gromady w miejsce gmin. Jednostkę przywrócono 1 stycznia 1973 roku wraz z kolejną reformą administracyjną, tym razem w powiecie nidzickim w woj. olsztyńskim. W latach 1975–1998 gmina położona była w (małym) województwie olsztyńskim. Od 1999 wchodzi w skład pow. nidzickiego w woj. warmińsko-mazurskim.
Od 29 grudnia 2014, za zasługi w działalności państwowej, samorządowej, gospodarczej, kulturalnej, społecznej na rzecz rozwoju Gminy Janowo, jest nadawana Odznaka Honorowa im. Wojciecha Bogumiła Jastrzębowskiego, nazwana na cześć przyrodnika Wojciecha Jastrzębowskiego.

## Struktura powierzchni
Według danych z roku 2002 gmina Janowo ma obszar 191,56 km², w tym:
- użytki rolne: 32%
- użytki leśne: 50%

Gmina stanowi 19,94% powierzchni powiatu.

## Demografia

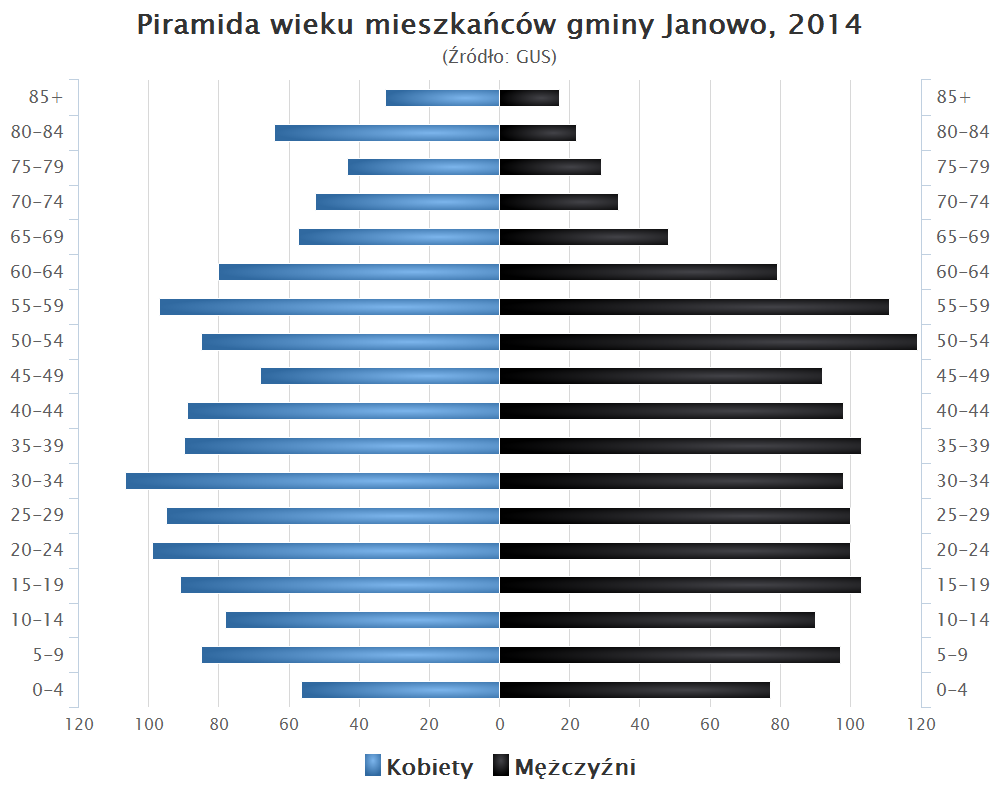
Piramida wieku mieszkańców gminy Janowo w 2014 roku

Dane z 30 czerwca 2004:
| Opis                              | Ogółem | Ogółem | Kobiety | Kobiety | Mężczyźni | Mężczyźni |
| --------------------------------- | ------ | ------ | ------- | ------- | --------- | --------- |
| jednostka                         | osób   | %      | osób    | %       | osób      | %         |
| populacja                         | 2885   | 100    | 1444    | 50,1    | 1441      | 49,9      |
| gęstość zaludnienia (mieszk./km²) | 15,1   | 15,1   | 7,5     | 7,5     | 7,5       | 7,5       |

## Sołectwa
Jagarzewo, Janowo, Komorowo, Muszaki, Rembowo, Róg, Ryki-Borkowo, Szczepkowo-Giewarty, Szemplino Czarne, Szemplino Wielkie, Wichrowiec, Więckowo, Zachy, Zawady, Zembrzus-Mokry Grunt.

## Pozostałe miejscowości
Grabowo, Grabówko, Łomno, Puchałowo, Ruskowo, Ulesie, Uścianek, Zdrojek.

## Sąsiednie gminy
Chorzele, Dzierzgowo, Janowiec Kościelny, Jedwabno, Nidzica, Wielbark